# Karl Sebastian Preis
Karl Sebastian Preis (* 13. November 1884 in Auerbach i.d.OPf.; † 9. Mai 1946) war ein SPD-Stadtrat in München und Gründer der kommunalen Wohnungsbaugesellschaft GEWOFAG.

## Leben
Karl Sebastian Preis verfasste als Leiter des Münchner Wohnungs- und Siedlungsreferats zur Wohnungsnot in München 1927 eine „Denkschrift zur Lage und Beseitigung der Wohnungsnot in München“ und profilierte sich damit auf dem Gebiet des Wohnungsbaus. Erklärtes Ziel war es, genug Wohnraum für alle Bewohner in München zu schaffen und damit einen guten Lebensstandard in der Stadt zu ermöglichen. In seinem Bauprogramm, das er auf Grundlage des 1926 initiierten Münchner Sonderbauprogramms erarbeitete, plante er den Bau von 12.000 Wohnungen. Erstmals sollten hierbei auch 2.055 Kleinwohnungen mit einer Wohnfläche von 40 bis 50 Quadratmetern erbaut werden. Die katastrophalen hygienischen Zustände, die in den permanent überbelegten Großraumwohnungen herrschten, wollte Karl Preis dadurch zusätzlich eindämmen. Um die Arbeiten möglichst schnell realisieren zu können, setzt er sich für die Gründung einer gemeinnützigen Baugesellschaft ein.
Auf diese Empfehlung hin wurde am 6. Juni 1928 die „Gemeinnützige Wohnungsfürsorge AG“, kurz GEWOFAG, gegründet. Diese sollte „durch Förderung des Bauens von Wohnungen, insbesondere von preiswerten und gesunden Wohnungen für die minderbemittelte Bevölkerung und Angehörige des Mittelstandes unter der Berücksichtigung der Bedürfnisse kinderreicher Familien, zur Behebung der Wohnungsnot und zur Herstellung ordentlicher Wohnungsverhältnisse in München“ beitragen. Als eines der ersten Bauprojekte und als größte Wohnsiedlung, die im Rahmen des Bauprogramms entstand, errichtete die GEWOFAG von 1928 bis 1930 die Großsiedlung Neuramersdorf. Auf Grundlage der Planungen von Karl Preis entstanden so 3.500 neue Wohnungen für Familien und Bedürftige.
Von 1928 bis zu seiner Amtsenthebung durch die Nationalsozialisten im Jahr 1933 blieb Karl Preis Aufsichtsratsvorsitzender bei der GEWOFAG. 1945, nach dem Ende des Zweiten Weltkrieges, wurden ihm in der ersten Sitzung des Nachkriegsstadtrats seine Ämter wieder übertragen. 1946 starb Karl Preis und wurde im alten Teil des Münchner Waldfriedhofs begraben. Noch im selben Jahr wurde der ehemalige Melusinenplatz in München-Ramersdorf in „Karl-Preis-Platz“ umbenannt.

## Werke
- Gemeinverständliche Darstellung des Reichsgesetzes über die Warenumsatzsteuer : Mit Beispielen, einem Steueranmeldungsmuster … : bearb. auf Veranlassung des Bayerischen Handwerker- und Gewerbebundes, Manz, Regensburg, München, 1916
- Wohnsitz und Aufenthalt als Voraussetzung für die Gemeindeumlagenpflicht in Bayern, Deutscher Steuerschriftenverlag, München, 1919
- Die Beseitigung der Wohnungsnot in München: [Denkschrift u. Anträge d. städt. Wohnungsreferenten vom 24. Dez. 1927], München, 1927